# Astafjorden
L'Astafjorden est un fjord (plus précisément, un détroit) situé dans le comté de Trom, en Norvège. Il traverse les municipalités de Salangen, Gratangen, Ibestad et Tjeldsund. Le fjord, long de 30 kilomètres, relie le fjord de Salangen à l’est au Vågsfjorden à l’ouest. Le fjord est a une largeur maximale de 3,5 kilomètres et il sépare du continent les îles d’Andørja et de Rolla. Il y a plusieurs petits fjords qui bifurquent de ce fjord, y compris : les Lavangen, Gratangen, Grovfjorden et Salangen.

## Nom
Le fjord (et l’ancienne municipalité d’Astafjord) ont été nommés d’après l’ancienne ferme d’Ånstad (en vieux norrois : Arnastaðafjǫrðr). Le premier élément de l’ancien nom vient du nom masculin Arna ou « Arne », le deuxième élément staða signifie « maison » ou « ferme », et le dernier élément fjǫrðr est identique au mot pour « fjord ». Ainsi, Astafjorden signifie « le fjord près de la ferme d’Arne »,.
Une autre explication possible de l’origine du nom de l’Astafjord à Troms pourrait être qu’il a été nommé d’après la reine Asta, mère du roi saint Olaf au XIe siècle qui aurait apporté le christianisme en Norvège.